# Jason Taylor II
Jason Taylor II (Oklahoma City, 30 dicembre 1999) è un giocatore di football americano statunitense che milita nel ruolo di safety per i Los Angeles Rams della National Football League (NFL).

## Carriera

### Los Angeles Rams
Al college Taylor giocò a football a Oklahoma State. Fu scelto nel corso del settimo giro (234º assoluto) del Draft NFL 2023 dai Los Angeles Rams. Debuttò come professionista subentrando nella gara del primo turno contro i Seattle Seahawks giocando 16 snap negli special team. Fu inserito in lista infortunati il 15 settembre 2023 e riattivato il 25 novembre. La sua prim stagione si chiuse con 5 tackle in 8 presenze, nessuna delle quali come titolare.